# Арнест Банак
Арне́ст Бана́к-і-Паскуа́л (інше можливе написання імені та прізвищ українською мовою — Ерне́ст Бена́к-і-Паскуа́л, кат. Ernest Benach i Pascual; * 12 листопада 1959, Реус, район Баш-Камп, Каталонія) — каталонський політичний діяч. З 17 грудня 2003 по 16 грудня 2010 року був президентом Парламенту Каталонії. Одружений, виховує трьох дітей.

## Громадська діяльність
Арнест Банак є також президентом шпиталю Св. Івана (кат. Hospital de Sant Joan) у м. Реус. Є співавтором книг «Каталонська республіка» (кат. República catalana) та «Вчитися у політиків» (кат. Educar en política), співробітничає з кількома ЗМІ.
Голова бойскаутської асоціації м. Реус «Ла-Муласа» (кат. La Mulassa) (1981—1986 р.р.), голова громадського об'єднання команди кастальєрів «Шікетс» з Реуса (кат. Colla castellera Xiquets de Reus) (1991—1994 р.р.), а також член педагогічної секції «Центру читання» у м. Реус.

## Політична діяльність
Він був членом «Націоналістичної лівиці» (NE) з 1979 р. до 1986 р. У 1987 р. вступив до Республіканської лівиці Каталонії, де зараз обіймає посаду віце-секретаря з інституційної політики.
Депутат каталонського Парламенту з 1992 р., другий секретар президії парламенту (1999—2003 р.р.), зараз Президент Парламенту Каталонії. З жовтня 2004 р. до жовтня 2005 р. був президентом CALRE (Конференція європейських регіональних законодавчих зборів).
Від 1987 р. до 2001 р. працював у муніципальній раді м. Реус.